# Patrick Helmes
Patrick Helmes  (* 1. března 1984 Kolín nad Rýnem) je bývalý německý fotbalový útočník, který v červnu 2015 ukončil profesionální kariéru.

## Osobní život
Jeho otcem je bývalý profesionální fotbalista Uwe Helmes, ten od roku 2008 Pracuje jako skaut pro Bayer 04 Leverkusen, kde mimochodem syn Patrick také hrál.

Helmesova přezdívka je „Moppel“ (německý výraz, který se často používá k popisu baculatého dítěte).

## Mládežnická kariéra
Jako malé dítě působil v městských klubech ve Freudenbergu a Siegenu. V roce 1997, tedy ve svých třinácti letech vstoupil do organizace týmu 1. FC Köln. Nicméně byl považován za málo kvalitního hráče, a tak v roce 2000 odešel zpátky do Siegenu. V sezóně 2004–2005 se mu ve čtvrté lize povedlo vstřelit 21 branek a pomohl svému celku postoupit do třetí ligy, ve které si ale nezahrál.

## Profesionální kariéra

### 1. FC Köln
1. července 2005 se po osmi letech vrátil do Kolína, částka za přestup činila zhruba 250 000 €. První branku si připsal hned ve svém druhém zápase proti Leverkusenu. Poté, co po sezoně 2005/06 se svým týmem sestoupil do 2. nejvyšší soutěže se Helmes stal jedním z nejdůležitějších hráčů v Kolínském týmu a v prvních pěti zápasech ročníku 2006/07 vstřelil sedm gólů. V průběhu sezony si ale zlomil nohu a byl 4 měsíce mimo hru. V této době se Kolínu nedařilo a přišel tak o všechny šance vrátit se do elitní soutěže.
Helmes neskrýval svůj záměr odejít do jiného týmu, ale i ročník 2007/08 strávil v týmu 1. FC Köln. Trenér Christoph Daum Patricka dokonce jmenoval kapitánem a díky 17 gólům se stal nejlepším útočníkem 2. Bundesligy.

### Bayer Leverkusen
Helmes měl v Leverkusenu dobrý start do sezony 2008/09, v prvních pěti zápasech se mu povedlo skórovat hned šestkrát. Díky tomuto startu se dostal do základní sestavy, ve které vytvořil útočné duo se Stefanem Kießlingem. Ve své první sezoně v Leverkusenu vstřelil ve 34 zápasech 21 branek a k tomu si připsal tři trefy v DFB-Pokal, kde se jeho tým dostal až do finále, kde podlehl celku Werderu Brémy.
V dalším ročníku si místo v základní sestavě vybojovat nedokázal a z pozice náhradníka si připsal pouze dvě branky. V sezoně 2010/11 se Helmesovi poměrně dařilo (11 zápasů/5 gólů) ale v zimě roku 2011 z týmu za 8 miliónů eur odešel.

### VfL Wolfsburg a návrat do Kolína
Ve Wolfsburgu odehrál celkem osmadvacet zápasů, ve kterých vstřelil třináct branek. Kvůli sporu s trenérem Felixem Magathem byl na několik týdnů přeřazen do rezervního týmu, ve kterém v deseti zápasech skóroval hned jedenáctkrát. V září 2013 se vrátil zpět do Kolína, se kterým vybojoval postup do Bundesligy. Po konci sezóny 2014/15 se však kvůli zdravotním potížím rozhodl v jednatřiceti letech ukončit kariéru.